# تاكوتو هاياشي
تاكوتو هاياشي (باليابانية: 林 卓人) (9 أغسطس 1982 في أوساكا في اليابان – )؛ هو لاعب كرة قدم ياباني سابق كان يلعب كحارس مرمى.

## وصلات خارجية
- تاكوتو هاياشي على موقع الاتحاد الدولي (مؤرشف)  (الإنجليزية)
- تاكوتو هاياشي على موقع رابطة كرة القدم اليابانية للمحترفين (اليابانية)
- تاكوتو هاياشي على موقع قاعدة بيانات كرة القدم.إي يو (الإنجليزية)
- تاكوتو هاياشي على موقع Soccerway.com (الإنجليزية)
- تاكوتو هاياشي على موقع عالم كرة القدم.نت (الإنجليزية)
- تاكوتو هاياشي على موقع كووورة
- تاكوتو هاياشي على موقع أوليمبيديا (الإنجليزية)
- تاكوتو هاياشي على موقع AS.com (الإسبانية)